# Jurij Kowal (pisarz)
Jurij Iosifowicz Kowal (ros. Ю́рий Ио́сифович Кова́ль; ur. 9 lutego 1938, zm. 2 sierpnia 1995) – radziecki pisarz, autor książek dla dzieci oraz scenarzysta filmów rysunkowych. 

## Wybrana twórczość
- Kowal Jurij, Kartoflany pies: opowiadania; przeł. z ros. Danuta Wawiłow, "Nasza Księgarnia", Warszawa 1985.
- Kowal Jurij, Uciekł Napoleon Trzeci; przeł. z ros. Danuta Wawiłow, "Nasza Księgarnia", Warszawa 1979 / 1989.
- Kowal Jurij, Zajęcze ścieżki: opowiadania („Заячьи тропы”); przeł. z ros. Danuta Wawiłow, "Nasza Księgarnia", Warszawa 1984.

### Scenariusze filmowe
- 1981: Tygrysek na słoneczniku (razem z Leonidem Nosyriewem)